# Futuristic Dragon
| 전문가 평가 | 전문가 평가 |
| 평가 점수   | 평가 점수   |
| 출처        | 점수        |
| ----------- | ----------- |
| AllMusic    | [ 1 ]       |
| Pitchfork   | 6.7/10      |
| PopMatters  | 7/10        |

《Futuristic Dragon》은 1976년 1월 30일, EMI 레코드를 제외하고 북미에서 전 세계에 발매된 영국의 록 밴드 티렉스의 열한 번째 스튜디오 음반이다. 이 음반에는 〈New York City〉와 〈Dreamy Lady〉라는 두 개의 성공적인 싱글이 영국 차트에 올랐다. 이 음반에서는 마크 볼란이 특정 트랙에서 록과 솔 음악, 디스코 요소를 혼합하며 실험을 계속하는 것을 보았다.

## 배경
이 음반에는 가수이자 작곡가인 마크 볼란이 작곡한 이례적으로 밀집된 곡들이 수록되어 있는데, 특히 〈Chrome Sitar〉와 〈Calling All Destroyers〉는 시타르와 다른 소닉 사운드 효과와 같은 특이한 음악 장식을 포함하고 있다.
이 음반에는 "티렉스 디스코 파티(T Rex Disco Party)"라는 별명으로 싱글로 발매된 트랙 〈Dreamy Lady〉의 새로운 장르의 디스코에 대한 인사말이 포함되어 있다. 《Futuristic Dragon》은 또한 볼란이 1973년부터 실험해 온 미국 솔 음악의 영향을 많이 받은 트랙을 포함하고 있다. 〈All Alone〉, 〈Ride My Wheels〉 그리고 〈Dawn Storm〉은 모두 주로 솔에 기반을 둔 리듬과 악기를 특징으로 한다.

### 커버 아트
커버 아트는 1968년 티라노사우루스 렉스의 음반 《My People Were Fair and Had Sky in Their Hair... But Now They're Content to Wear Stars on Their Brows》에서 볼란과 함께 작업한 예술가 조지 언더우드에 의해 고안되었다.

## 발매
음반에서 두 개의 영국 톱 40 히트 싱글인 〈New York City〉가 15위에 올랐고 〈Dreamy Lady〉가 30위 안에 든 후, 《Futuristic Dragon》은 1976년 1월 30일에 발매되었다. 그것은 영국 음반 차트에서 50위에 올랐다. 미국에서는 1987년 이전에는 《Futuristic Dragon》이 국내에서 발행되지 않았다.
《Futuristic Dragon》은 1994년 에드셀 레코드에 의해 CD로 리마스터되었다. B-사이드를 포함한 다수의 보너스 트랙이 추가되었다. 《Dazzling Raiment (The Alternate Futuristic Dragon)》라는 제목의 동반 발매는 1997년에 발매되었으며 얼터너티브 버전, 스튜디오의 거친 믹스, 그리고 메인 음반의 솔로 녹음을 포함하고 있다. 2002년에 음반 디지팩이 발매되었다.

## 곡 목록
모든 곡들은 마크 볼란이 작사/작곡하였다.
| #  | 제목                                 | 재생 시간 |
| -- | ------------------------------------ | --------- |
| 1. | 〈Futuristic Dragon (Introduction)〉 | 1:52      |
| 2. | 〈Jupiter Liar〉                     | 3:40      |
| 3. | 〈Chrome Sitar〉                     | 3:13      |
| 4. | 〈All Alone〉                        | 2:48      |
| 5. | 〈New York City〉                    | 3:55      |
| 6. | 〈My Little Baby〉                   | 3:06      |
| 7. | 〈Calling All Destroyers〉           | 3:53      |

| #  | 제목                    | 재생 시간 |
| -- | ----------------------- | --------- |
| 1. | 〈Theme for a Dragon〉  | 2:00      |
| 2. | 〈Sensation Boulevard〉 | 3:48      |
| 3. | 〈Ride My Wheels〉      | 2:25      |
| 4. | 〈Dreamy Lady〉         | 2:51      |
| 5. | 〈Dawn Storm〉          | 3:42      |
| 6. | 〈Casual Agent〉        | 2:53      |

| #   | 제목                   | 재생 시간 |
| --- | ---------------------- | --------- |
| 14. | 〈London Boys〉        | 2:19      |
| 15. | 〈Laser Love〉         | 3:35      |
| 16. | 〈Life's an Elevator〉 | 2:24      |